# Volkmannsdorf (Wang)

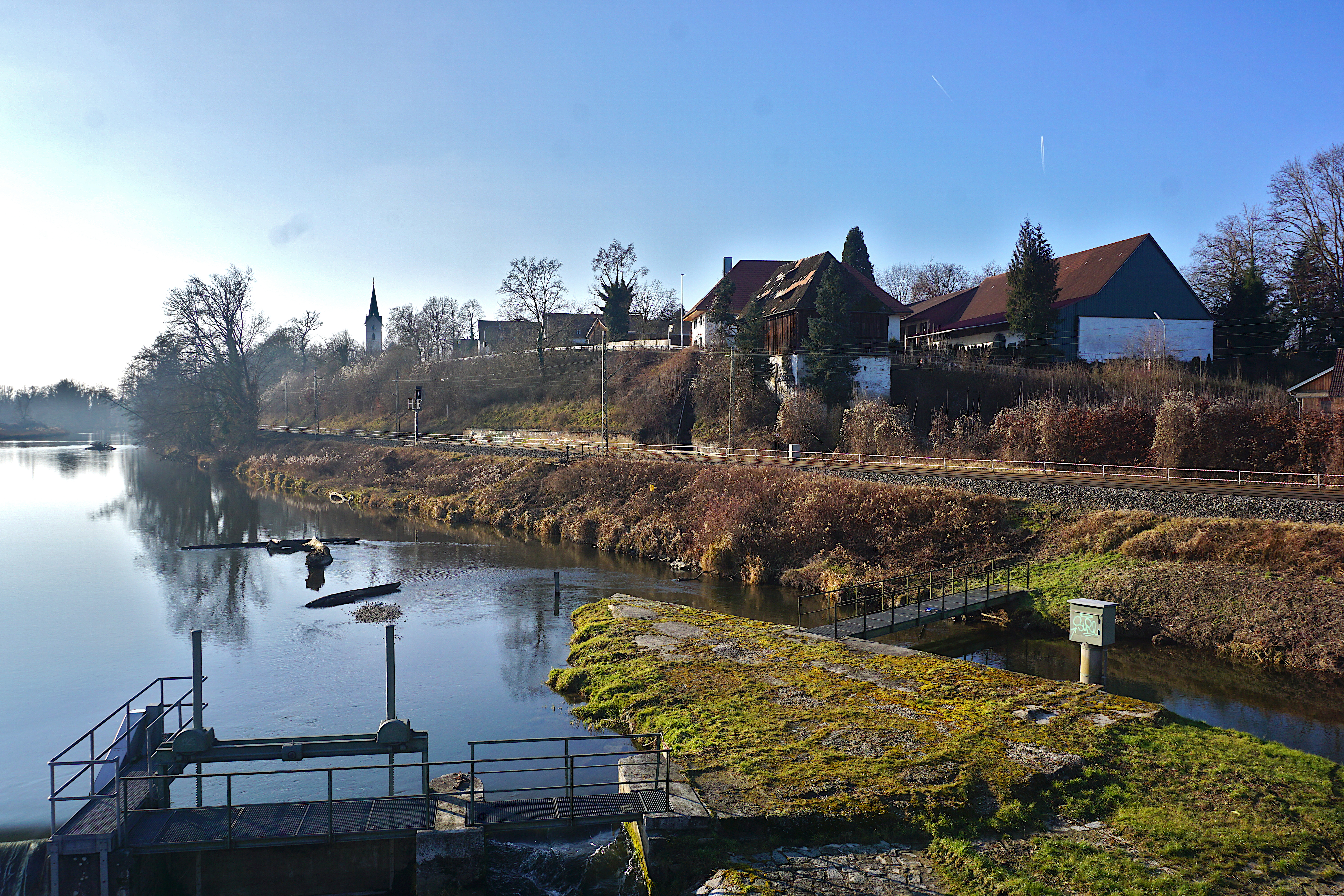
Volkmannsdorf von der Amper-Isarbrücke aus

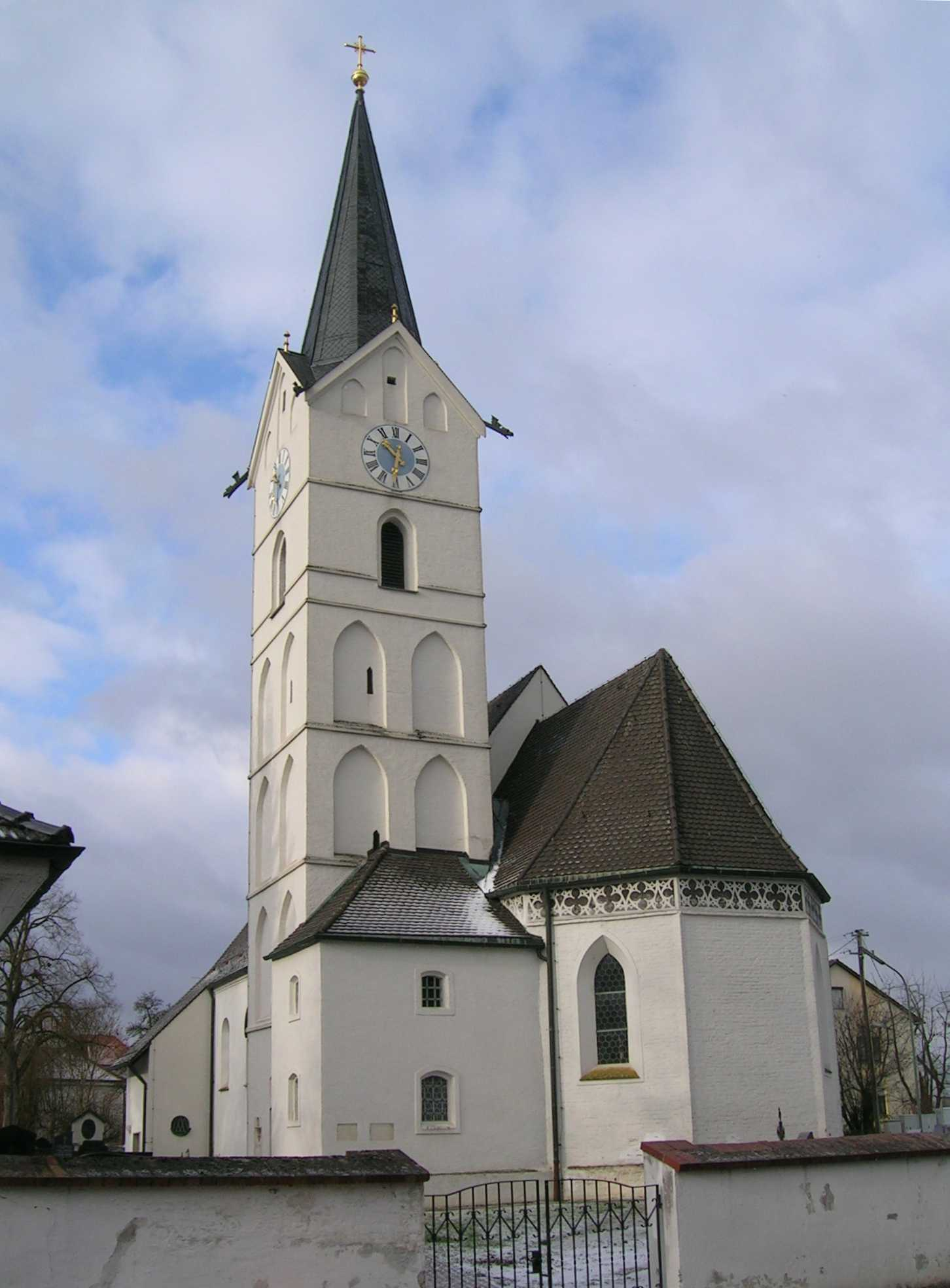
Pfarrkirche in Volkmannsdorf

Volkmannsdorf ist ein Pfarrdorf in der Gemeinde Wang im oberbayerischen Landkreis Freising.

## Geographie
Am südlichen Ortsrand verläuft die St 2045 und parallel dazu die Bahnstrecke München–Regensburg. Unterhalb der Brücke nach Volkmannsdorferau mündet die Amper in die Isar. Unmittelbar vor der Mündung wird der Klötzlmühlbach von der Amper abgeleitet.

## Geschichte
Ein Folchmar schenkt im Jahr 804 seinen Besitz in Rathelmesdorf an den Dom zu Freising. 1281 übernehmen nach dem Aussterben der Grafen von Moosburg die Wittelsbacher deren Besitz zu Volchmarstorf und Isareck. 1347 überträgt Kaiser Ludwig der Bayer dem Kollegiatstift Moosburg die Kirche zu Volkmannsdorf. Der Ort war bis 1803 Sitz einer Obmannschaft des Amtes Isareck im Landgericht Moosburg.

## Pfarrei
Der Pfarrgemeinde St. Laurentius (Volkmannsdorf) gehören ca. 950 Katholiken an. Ihr Gebiet erstreckt sich über große Teile der politischen Gemeinde Wang. Die heutige Pfarrkirche in Volkmannsdorf stammt in Teilen aus dem 15. Jahrhundert.

## Persönlichkeiten
- Finnel (* 2004), TikTok-Influencer und Musiker